# キンコウカ
キンコウカ（金光花、金黄花、学名：Narthecium asiaticum ）は、キンコウカ属の多年草。

## 特徴
花茎の高さは、20-40cmになる。葉は根生し、形はアヤメのような剣状線形。花期は7月-8月で、花茎の上に花被片6枚の星型の黄色い花を総状につけ、下方から開花していく。

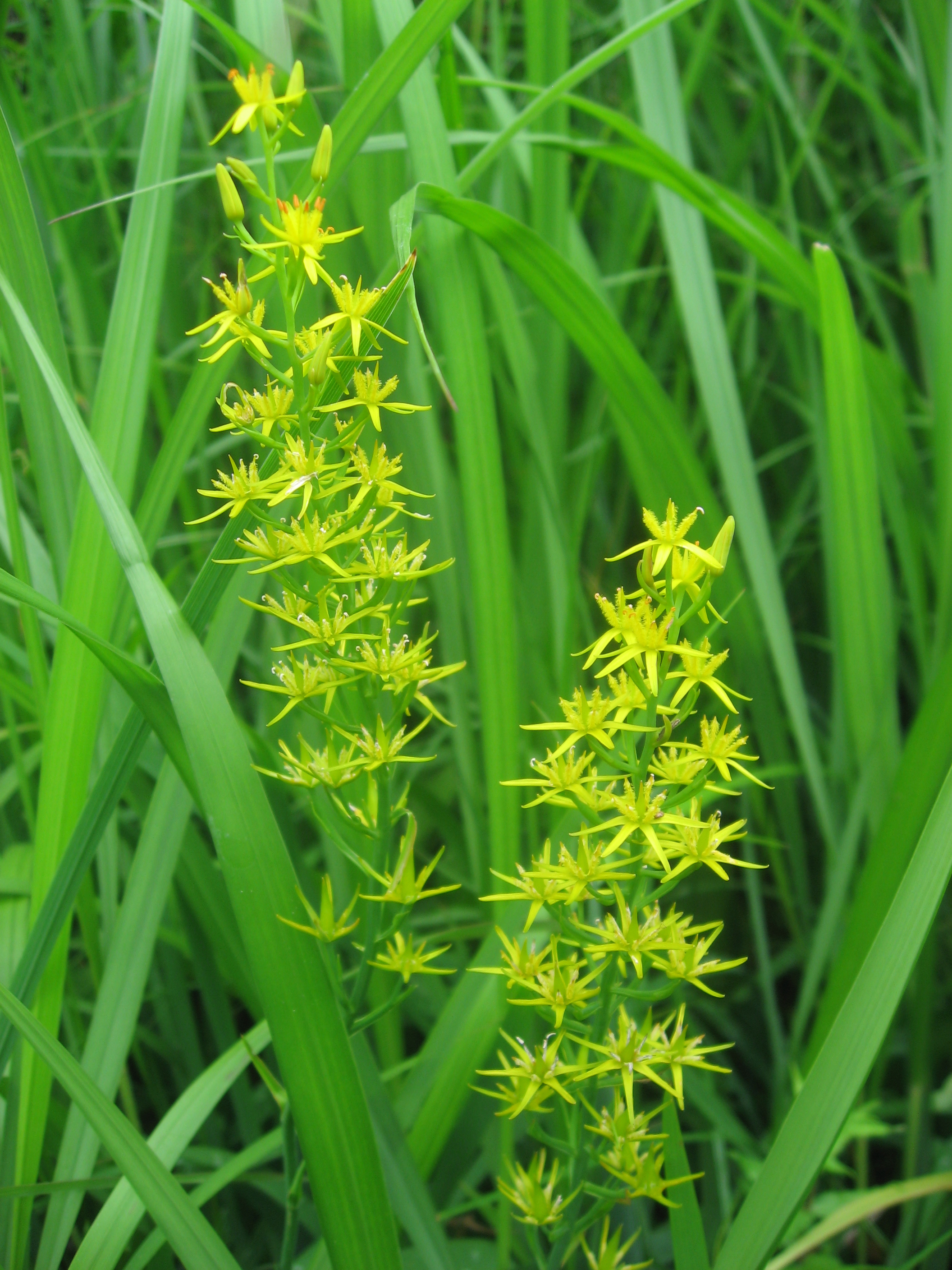

毒性のあるサポニンを含む。

## 分布と生育環境
北海道、本州の中部以北に分布し、亜高山から高山にかけての湿原、湿地などに自生する。普通、群生する。